# Crossodactylus trachystomus
Crossodactylus trachystomus es una especie de ránidos de la familia Hylodidae.

## Distribución geográfica
Es endémica de Minas Gerais (Brasil).

## Estado de conservación
Se encuentra amenazada de extinción por la pérdida de su hábitat natural.